# Bammersdorf (Merkendorf)
Bammersdorf ist ein Gemeindeteil der Stadt Merkendorf im Landkreis Ansbach (Mittelfranken, Bayern). Bammersdorf liegt in der Gemarkung Großbreitenbronn.

## Geografie
Im Dorf entspringt ein namenloser rechter Zufluss des Zandtbachs. 0,5 km südwestlich liegt das Kappelfeld, 0,5 km östlich das Kreuthfeld, 0,75 km nordöstlich der Dorngarten, 0,5 km südlich das Waldgebiet Gibitzen. Gemeindeverbindungsstraßen führen nach Großbreitenbronn zur Kreisstraße AN 58 (2 km südwestlich), nach Gotzendorf (1,75 km nordöstlich) und zu einer anderen Gemeindeverbindungsstraße bei der Weidenmühle (0,8 km südwestlich).

## Geschichte
Im 13. Jahrhundert war der Ort im Besitz von Wolfram von Dornberg. Nach dessen Tod im Jahre 1288 wurden diese Güter an dessen Schwiegersöhne den Herren von Heideck vermacht. Das Kloster Heilsbronn erhielt dort 1311 einige Gefälle. Auch der Deutsche Orden hatte dort Besitz, wie aus einem Salbuch (1343) der Deutschordenskommende Nürnberg in der Beschreibung des Amtes Eschenbach hervorgeht (1 Hube, 1 Lehen, 1 Hofstatt).
Im 16-Punkte-Bericht des heilsbronnischen Vogtamts Merkendorf aus dem Jahr 1616 wurden für Bammersdorf 4 Güter angegeben, die dem Verwalteramt Merkendorf unterstanden. Die anderen Grundherren wurden nicht aufgelistet. Der Ort lag zu dieser Zeit im Fraischbezirk des ansbachischen Oberamts Windsbach.
In der Amtsbeschreibung des nürnbergischen Pflegamtes Lichtenau aus dem Jahr 1748 wurden für den Ort fünf Untertansfamilien angegeben. Zwei von diesen gehörten zur Hauptmannschaft Sachsen des Pflegamtes.
Gegen Ende des 18. Jahrhunderts gab es in Bammersdorf sieben Untertansfamilien, von denen zwei ansbachisch waren. Zu diesem Zeitpunkt gehörte der Ort bereits zum Fraischbezirk des Oberamtes Ansbach. Von 1797 bis 1808 unterstand der Ort dem Justiz- und Kammeramt Ansbach.
Im Rahmen des Gemeindeedikts wurde Bammersdorf dem 1808 gebildeten Steuerdistrikt Großbreitenbronn und der wenig später gegründeten Ruralgemeinde Großbreitenbronn zugeordnet. Am 1. Mai 1978 wurde Bammersdorf im Zuge der Gebietsreform in Bayern nach Merkendorf eingemeindet.
Im Jahre 2006 weihte die Dorfgemeinschaft ihr Dorfgemeinschaftshaus ein. Von 2011 bis 2013 führte die Stadt Merkendorf eine vereinfachte Dorferneuerung durch.

### Einwohnerentwicklung
| Jahr      | 001818 | 001840 | 001861 | 001871 | 001885 | 001900 | 001925 | 001950 | 001961 | 001970 | 001987 | 001991 | 002006 | 002010 | 002020 |
| Einwohner | 48     | 60     | 63     | 50     | 60     | 58     | 69     | 109    | 54     | 42     | 57     | 61     | 62     | 69     | 62     |
| Häuser    | 9      | 9      |        |        | 12     | 11     | 9      | 9      | 9      |        | 10     |        |        |        |        |
| Quelle    | [ 14 ] | [ 15 ] | [ 16 ] | [ 17 ] | [ 18 ] | [ 19 ] | [ 20 ] | [ 21 ] | [ 22 ] | [ 23 ] | [ 24 ] | [ 25 ] |        | [ 1 ]  | [ 1 ]  |

## Religion
Die Einwohner von Bammersdorf sind überwiegend evangelisch und nach Unserer Lieben Frau (Merkendorf) gepfarrt. Bis 1740 waren sie nach St. Alban (Sachsen bei Ansbach) gepfarrt. Da der Weg zu weit und zu anstrengend war, besonders für die Neugeborenen, die dort zur Taufe getragen wurden, entschied man sich für das nahe gelegene Merkendorf als Taufort. Eine Kapelle, die dem heiligen Stephanus geweiht war, stand an der Abzweigung nach Großbreitenbronn.
Die Einwohner römisch-katholischer Konfession sind nach Liebfrauenmünster (Wolframs-Eschenbach) gepfarrt.

## Vereine
- Dorfgemeinschaft Bammersdorf e. V.